# Asaa Boldklub
Asaa Boldklub er en dansk fodboldklub hjemmehørende i Asaa. Klubben spiller pr. 2019 i Serie 3, men opnåede i 1989 til 1990 at spille i den daværende 3. division, med en 10. plads som bedste resultat.

## Historie
Foreningen blev stiftet i oktober 1932, i starten dog uden hverken egen bane eller omklædningsfaciliteter Det var dog først i 1936 at klubben fik deres egen bane, da man hidtil havde spillet hvor der var plads. Denne bane blev kaldt "Tyreegen", da den lokale landmands tyre gik her, når den ikke blev brugt til fodbold. Først efter 2. verdenskrig fik klubben omklædningsrum, da man overtog en gammel tyskerbarak. Barakken fungerede også som klubbens klubhus, indtil man byggede et nyt i 1972.